# هنری دوج
هنری دوج (به انگلیسی: Henry Dodge) سناتور سابق عضو حزب دموکرات ایالات متحده آمریکا بود. وی در سال ۱۸۴۸ تا ۱۸۵۷ میلادی سناتور ایالت ویسکانسین در سنای ایالات متحده آمریکا بود.